# Erikos verdener
Erikos verdener er en dansk dokumentarfilm fra 2020, der er instrueret af Jannik Splidsboel.

## Handling
Fortællingen om den japanske klassiske pianist Eriko Makimura. En fortælling om hvordan en kvindelig klassisk pianist er blevet til, med tvang, offentlig ydmygelse og uendelig ensomhed. Flygelet blev både hendes bøddel og hendes beskytter. Om clashet mellem klassisk musik og personlig performance, som et modsvar på en verden, som Eriko, fra hun var to år gammel, ikke har haft meget indflydelse på, og om mødet mellem to forskellige kulturer: den japanske og så den skandinaviske, hvor Eriko finder den frihed, som hun har længtes efter fra barnsben. Filmen er et sjældent indblik i, hvad der gemmer sig bag at blive en omvandrende pianist-perfektion, med ar på sjælen og nødvendigheden i at tage en lang omvej for at finde passionen og lysten til at fremføre klassiske koncerter igen.